# Seznam revolučních sekcí v Paříži
Seznam revolučních sekcí v Paříži obsahuje 48 revolučních sekcí, na které se dělilo město Paříž během Velké francouzské revoluce v letech 1790-1795.
| Původní název (1790)               | Další názvy (datum změny názvu) | Okrsky a obvody (1795)      | Čtvrtě (1811)           |
| ---------------------------------- | --- | --------------------------- | ----------------------- |
| Section des Tuileries              | — | Tuileries (I)               | Tuileries               |
| Section des Champs-Élysées         | — | Champs-Élysées (I)          | Champs-Élysées          |
| Section du Roule                   | Section de la République (říjen 1792) | Roule (I)                   | Roule                   |
| section du Palais Royal            | Section de la Butte des Moulins (srpen 1792) Section de la Montagne (červenec 1794)                                                               | Butte des Moulins (II)      | Palais-Royal            |
| Section de la Place Vendôme        | Section des Piques | Place Vendôme (I)           | Place-Vendôme           |
| Section de la Bibliothèque         | Section Quatre-Vingt-Douze (září 1792) Section Lepeletier (říjen 1793)                                                                            | Lepeletier (II)             | Feydeau                 |
| Section de la Grange-Batelière     | Section de Mirabeau (srpen 1792) Section du Mont-Blanc (prosinec 1792)                                                                            | Mont-Blanc (II)             | Chaussée d'Antin        |
| Section du Louvre                  | Section du Muséum (květen 1792) | Louvre (IV)                 | Louvre                  |
| Section de l'Oratoire              | Section des Gardes-Françaises (květen 1792) | Gardes-Françaises (IV)      | Saint-Honoré            |
| Section de la Halle-aux-Blés       | — | Halle-au-Blé (IV)           | Banque                  |
| Section des Postes                 | Section du Contrat-Social (srpen 1792) | Contrat-Social (III)        | Saint-Eustache          |
| Section de la Place de Louis XIV   | Section du Mail (prosinec 1792) Section Guillaume-Tell (prosinec 1793)                                                                            | Mail (III)                  | Mail                    |
| Section de la Fontaine-Montmorency | Section Molière et Lafontaine (říjen 1792) Section de Brutus (září 1793)                                                                          | Brutus (III)                | Montmartre              |
| Section de Bonne-Nouvelle          | — | Bonne-Nouvelle (V)          | Bonne-Nouvelle          |
| Section du Ponceau                 | Section des Amis-de-la-Patrie (září 1792) | Amis-de-la-Patrie (VI)      | Porte-Saint-Denis       |
| Section de Mauconseil              | Section de Bon-Conseil (srpen 1792) | Bon-Conseil (V)             | Montorgueil             |
| Section du Marché des Innocents    | Section des Halles (říjen 1792) Section des Marchés (květen 1793)                                                                                 | Marchés (IV)                | Marchés                 |
| Section des Lombards               | — | Lombards (VI)               | Lombards                |
| Section des Arcis                  | — | Arcis (VII)                 | Arcis                   |
| Section du Faubourg-Montmartre     | Section du Faubourg-Mont-Marat | Faubourg-Montmartre (II)    | Faubourg-Montmartre     |
| Section de la rue Poissonnière     | Section du Faubourg-Poissonnière | Faubourg-Poissonnière (III) | Faubourg-Poissonnière   |
| Section de Bondy                   | — | Bondy (V)                   | Porte-Saint-Martin      |
| Section du Temple                  | — | Temple (VI)                 | Temple                  |
| Section de Popincourt              | — | Popincourt (VIII)           | Popincourt              |
| Section de la Rue de Montreuil     | Section de Montreuil | Montreuil (VIII)            | Faubourg-Saint-Antoine  |
| Section des Quinze-Vingts          | — | Quinze-Vingts (VIII)        | Quinze-Vingts           |
| Section des Gravilliers            | — | Gravilliers (VI)            | Saint-Martin-des-Champs |
| Section du Faubourg-Saint-Denis    | Section du Faubourg-du-Nord (leden 1793) | Faubourg-du-Nord (V)        | Faubourg-Saint-Denis    |
| Section de Beaubourg               | Section de la Réunion (září 1792) | Réunion (VII)               | Sainte-Avoye            |
| Section des Enfants-Rouges         | Section du Marais (září 1792) Section de l'Homme-Armé (červen 1795)                                                                               | L'Homme-Armé (VII)          | Mont-de-Piété           |
| Section du Roi de Sicile           | Section des Droits-de-l'Homme | Droits-de-l'Homme (VII)     | Marché-Saint-Jean       |
| Section de l'Hôtel de Ville        | Section de la Maison-Commune (srpen 1792) Section de la Fidélité (červenec 1794)                                                                  | Fidélité (IX)               | Hôtel de Ville          |
| Section de la Place-Royale         | section des Fédérés (srpen 1792) Section de l'Indivisibilité (červenec 1793)                                                                      | Indivisibilité (VIII)       | Marais                  |
| Section de l'Arsenal               | — | Arsenal (IX)                | Arsenal                 |
| Section de l'Île-Saint-Louis       | Section de la Fraternité (září 1792) | Fraternité (IX)             | Île-Saint-Louis         |
| Section de Notre-Dame              | Section de la Cité (srpen 1792) | Cité (IX)                   | Cité                    |
| Section d'Henri IV                 | Section du Pont-Neuf (srpen 1792) Section Révolutionnaire (září 1793) Section du Pont-Neuf (prosinec 1794)                                        | Pont-Neuf (XI)              | Palais-de-Justice       |
| Section des Invalides              | — | Invalides (X)               | Invalides               |
| Section de la Fontaine-de-Grenelle | — | Fontaine-de-Grenelle (X)    | Faubourg-Saint-Germain  |
| Section des Quatre-Nations         | Section de l'Unité (duben 1793) | Unité (X)                   | Monnaie                 |
| Section du Théâtre-Français        | Section de Marseille (srpen 1792) Section de Marseille et Marat (srpen 1793) Section de Marat (únor 1794) Section du Théâtre-Français (únor 1795) | Théâtre-Français (XI)       | École-de-Médecine       |
| Section de la Croix-Rouge          | Section du Bonnet-Rouge (říjen 1793) Section de l'Ouest (květen 1794)                                                                             | Ouest (X)                   | Saint-Thomas-d'Aquin    |
| Section du Luxembourg              | Section Mutius-Scaevola (říjen 1793) Section du Luxembourg (květen 1795)                                                                          | Luxembourg (XI)             | Luxembourg              |
| Section des Thermes-de-Julien      | Section de Beaurepaire (září 1792) Section de Chalier (únor 1794) Section des Thermes-de-Julien (únor 1795)                                       | Thermes-de-Julien (XI)      | Sorbonne                |
| Section de Sainte-Geneviève        | Section du Panthéon-Français (srpen 1792) | Sainte-Geneviève (XII)      | Saint-Jacques           |
| Section de l'Observatoire          | — | Observatoire (XII)          | Observatoire            |
| Section du Jardin des Plantes      | Section des Sans-Culottes (srpen 1792) Section du Jardin des Plantes (červenec 1794)                                                              | Jardin des Plantes (XII)    | Jardin du Roi           |
| Section des Gobelins               | Section du Finistère (srpen 1792) | Finistère (XII)             | Saint-Marcel            |